# Dirk Gentlys holistische Detektei
Dirk Gentlys holistische Detektei (Originaltitel: Dirk Gently’s Holistic Detective Agency) ist eine US-amerikanische Fernsehserie nach den Romanen von Douglas Adams. Die Serie basiert lose auf der Figur Dirk Gently aus dem Buch Der elektrische Mönch, das 1987 erschienen ist. Die Idee zu der Serie hatte Max Landis. In den Hauptrollen sind Samuel Barnett und Elijah Wood zu sehen.
Die Serie ist eine Koproduktion des US-Senders BBC America, wo sie erstmals am 22. Oktober 2016 ausgestrahlt wurde, und des Video-on-Demand-Anbieters Netflix, bei welchem die internationale Veröffentlichung am 11. Dezember 2016 stattfand. Die zweite Staffel wurde ab 14. Oktober 2017 bei BBC America ausgestrahlt. Im Dezember 2017 gab der Sender die Einstellung der Serie bekannt.

## Handlung
Die Serie erzählt die Abenteuer des „holistischen“ Detektivs Dirk Gently und seines unfreiwilligen Assistenten/Freundes Todd Brotzman. In der ersten Staffel lösen sie das Geheimnis um eine mächtige altertümliche Maschine, während sich die zweite Staffel um das geheimnisvolle Land Wendimoor dreht.

## Besetzung und Synchronisation

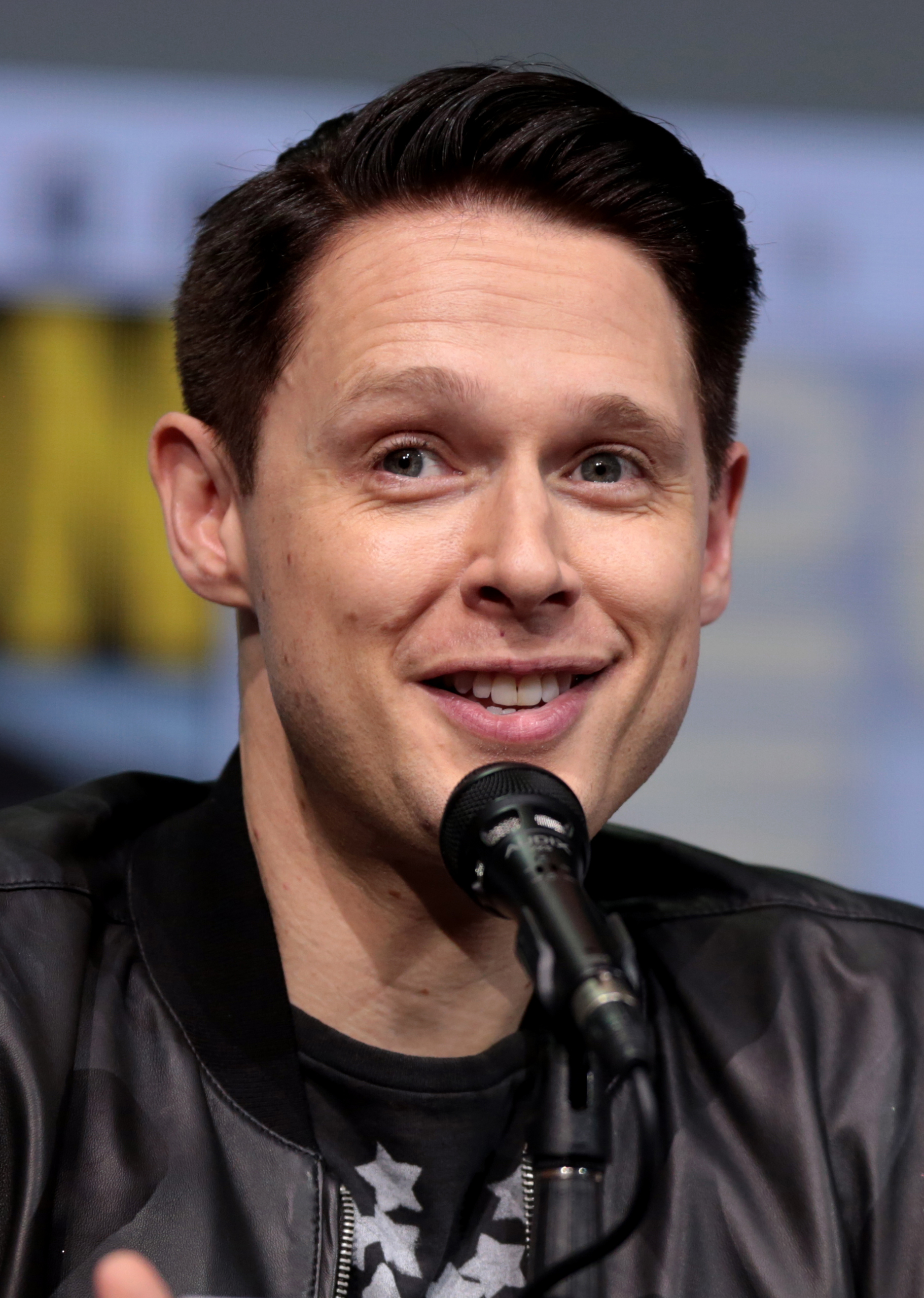
Samuel Barnett spielt Dirk Gently

Die deutsche Synchronisation entstand nach Dialogbüchern von Stefan Kaiser, Matthias Müntefering und Marion Machado Quintela unter der Dialogregie von Quintela durch die Synchronfirma SDI Media Germany GmbH.
| Rollenname         | Schauspieler        | Staffel | Synchronsprecher                                                     |
| ------------------ | ------------------- | ------- | -------------------------------------------------------------------- |
| Dirk Gently        | Samuel Barnett      | 1–2     | Florian Hoffmann                                                     |
| Todd Brotzman      | Elijah Wood         | 1–2     | Timmo Niesner                                                        |
| Amanda Brotzman    | Hannah Marks        | 1–2     | Marion Machado Quintela (Staffel 1) Giovanna Winterfeldt (Staffel 2) |
| Bart Curlish       | Fiona Dourif        | 1–2     | Maja Maneiro                                                         |
| Farah Black        | Jade Eshete         | 1–2     | Esra Vural                                                           |
| Ken                | Mpho Koaho          | 1–2     | Julien Haggége                                                       |
| Gordon Rimmer      | Aaron Douglas       | 1       | Tilo Schmitz                                                         |
| Martin             | Michael Eklund      | 1–2     | Roman Kretschmer                                                     |
| Vogel              | Osric Chau          | 1–2     | Dirk Petrick                                                         |
| Gripps             | Viv Leacock         | 1–2     | Tim Sander                                                           |
| Cross              | Zak Santiago        | 1–2     | Sebastian Christoph Jacob                                            |
| Sgt. Hugo Friedkin | Dustin Milligan     | 1–2     | Ozan Ünal                                                            |
| Col. Scott Riggins | Miguel Sandoval     | 1       | Lutz Riedel                                                          |
| Det. Estevez       | Neil Brown Jr.      | 1       | Jan-David Rönfeldt                                                   |
| Det. Zimmerfield   | Richard Schiff      | 1       | Marco Kröger                                                         |
| Lydia Spring       | Alison Thornton     | 1       | Lina Rabea Mohr                                                      |
| Zackariah Webb     | Julian McMahon      | 1       | Torsten Michaelis                                                    |
| The Mage Kellum    | John Hannah         | 2       | Frank Schaff                                                         |
| Suzie Boreton      | Amanda Walsh        | 2       | Giuliana Jakobeit                                                    |
| Sherlock Hobbes    | Tyler Labine        | 2       | Stefan Gossler                                                       |
| Dpt. Tina Tevetino | Izzie Steele        | 2       | Alice Bauer                                                          |
| Wygar Oak          | Aleks Paunovic      | 2       | Dieter Memel                                                         |
| Mr. Priest         | Alan Tudyk          | 2       | Christoph Banken                                                     |
| Arnold Cardenas    | Tony Amendola       | 2       | Axel Lutter                                                          |
| Panto Trost        | Christopher Russell | 2       | Leonhard Mahlich                                                     |
| Silas Dengdamor    | Lee Majdoub         | 2       | Julius Jellinek                                                      |

## Episodenliste

### Staffel 1
| Nr. (ges.) | Nr. (St.) | Deutscher Titel                | Originaltitel                     | Erstausstrahlung USA | Deutschsprachige Erstausstrahlung (D) | Regie                | Drehbuch                |
| ---------- | --------- | ------------------------------ | --------------------------------- | -------------------- | ------------------------------------- | -------------------- | ----------------------- |
| 1          | 1         | Ursache und Wirkung            | Horizons                          | 22. Okt. 2016        | 11. Dez. 2016                         | Dean Parisot         | Max Landis              |
| 2          | 2         | Gesucht und Gefunden           | Lost & Found                      | 29. Okt. 2016        | 11. Dez. 2016                         | Dean Parisot         | Max Landis              |
| 3          | 3         | Der Wand-Fetischist            | Rogue Wall Enthusiasts            | 5. Nov. 2016         | 11. Dez. 2016                         | Michael Patrick Jann | Max Landis              |
| 4          | 4         | Das Todeslabyrinth             | Watkin                            | 12. Nov. 2016        | 11. Dez. 2016                         | Michael Patrick Jann | Andy Black              |
| 5          | 5         | Sehr erectus                   | Very Erectus                      | 19. Nov. 2016        | 11. Dez. 2016                         | Tamra Davis          | Robert C. Cooper        |
| 6          | 6         | Die ganze Sache                | Fix Everything                    | 26. Nov. 2016        | 11. Dez. 2016                         | Tamra Davis          | Max Landis              |
| 7          | 7         | Bewaffnete Seele               | Weaponized Soul                   | 3. Dez. 2016         | 11. Dez. 2016                         | Paco Cabezas         | Max Landis              |
| 8          | 8         | Zwei normale langweilige Typen | Two Sane Guys Doing Normal Things | 10. Dez. 2016        | 11. Dez. 2016                         | Paco Cabezas         | Andy Black & Max Landis |

### Staffel 2
| Nr. (ges.) | Nr. (St.) | Deutscher Titel                   | Originaltitel            | Erstausstrahlung USA | Deutschsprachige Erstausstrahlung (D) | Regie                | Drehbuch                                  |
| ---------- | --------- | --------------------------------- | ------------------------ | -------------------- | ------------------------------------- | -------------------- | ----------------------------------------- |
| 9          | 1         | Weltraumhase                      | Space Rabbit             | 14. Okt. 2017        | 5. Jan. 2018                          | Douglas Mackinnon    | Max Landis                                |
| 10         | 2         | Fans feuchter Kreise              | Fans of Wet Circles      | 21. Okt. 2017        | 5. Jan. 2018                          | Douglas Mackinnon    | Russel Friend & Garrett Lerner            |
| 11         | 3         | Zwei gebrochene Finger            | Two Broken Fingers       | 28. Okt. 2017        | 5. Jan. 2018                          | Michael Patrick Jann | Matt Goldman                              |
| 12         | 4         | Das Haus im Haus                  | The House Within a House | 4. Nov. 2017         | 5. Jan. 2018                          | Michael Patrick Jann | Robert C. Cooper                          |
| 13         | 5         | Formen und Farben                 | Shapes and Colors        | 11. Nov. 2017        | 5. Jan. 2018                          | Richard Laxton       | Max Landis                                |
| 14         | 6         | Girlpower                         | Girl Power               | 18. Nov. 2017        | 5. Jan. 2018                          | Richard Laxton       | Sinead Daly                               |
| 15         | 7         | Das ist nicht Miami               | That Is Not Miami        | 25. Nov. 2017        | 5. Jan. 2018                          | Wayne Yip            | Molly Nussbaum                            |
| 16         | 8         | Eine Kleine, mit schwarzen Haaren | Little Guy, Black Hair   | 2. Dez. 2017         | 5. Jan. 2018                          | Wayne Yip            | Russel Friend & Garrett Lerner            |
| 17         | 9         | Schwierigkeiten sind schlecht     | Trouble Is Bad           | 9. Dez. 2017         | 5. Jan. 2018                          | Alrick Riley         | Max Landis & Molly Nussbaum               |
| 18         | 10        | Nette Jacke                       | Nice Jacket              | 16. Dez. 2017        | 5. Jan. 2018                          | Alrick Riley         | Max Landis Idee: Sinead Daly & Max Landis |

## Rezeption
In der Internet Movie Database hat die Serie eine Durchschnittswertung von 8,2/10 Sternen erreicht, basierend auf 56.165 Nutzerreviews (Stand Dezember 2023).
„Es hängt extrem stark vom persönlichen Geschmack und der eigenen Erwartungshaltung ab, ob man Dirk Gentlys holistische Detektei lieben oder hassen wird, doch gemessen daran, wie begeistert mich dieser achtteilige Reigen zurückgelassen hat, kann ich nur jedem raten, sich selbst einen Eindruck zu verschaffen und der Serie eine Chance zu geben.“, schreibt Wulf Bengsch auf medienjournal-blog.de
Beim Branchenportal Serienjunkies.de hätte man lieber mehr von der in Großbritannien produzierten, ersten Serienadaption mit Stephen Mangan in der Titelrolle gesehen. In der Review zur Pilotepisode heißt es abschließend: „Zu gewollt crazy ist die Gesamtpräsentation, zu angestrengt der Humor, zu aufgesetzt das Spiel von Barnett. Einzig Elijah Wood macht eine richtig gute Figur in dieser wie für ihn gemachten Rolle.“